# Togarioides
Togarioides là một chi bướm đêm thuộc họ Geometridae.